# Claude Joseph Vernet
Claude Joseph Vernet (Avignon, 1714. augusztus 14. – Párizs, 1789. december 3.) francia festő. Fia, Carle Vernet, unokája, Horace Vernet, sőt dédunokája Émile Vernet-Lecomte szintén neves festők lettek.

## Élete

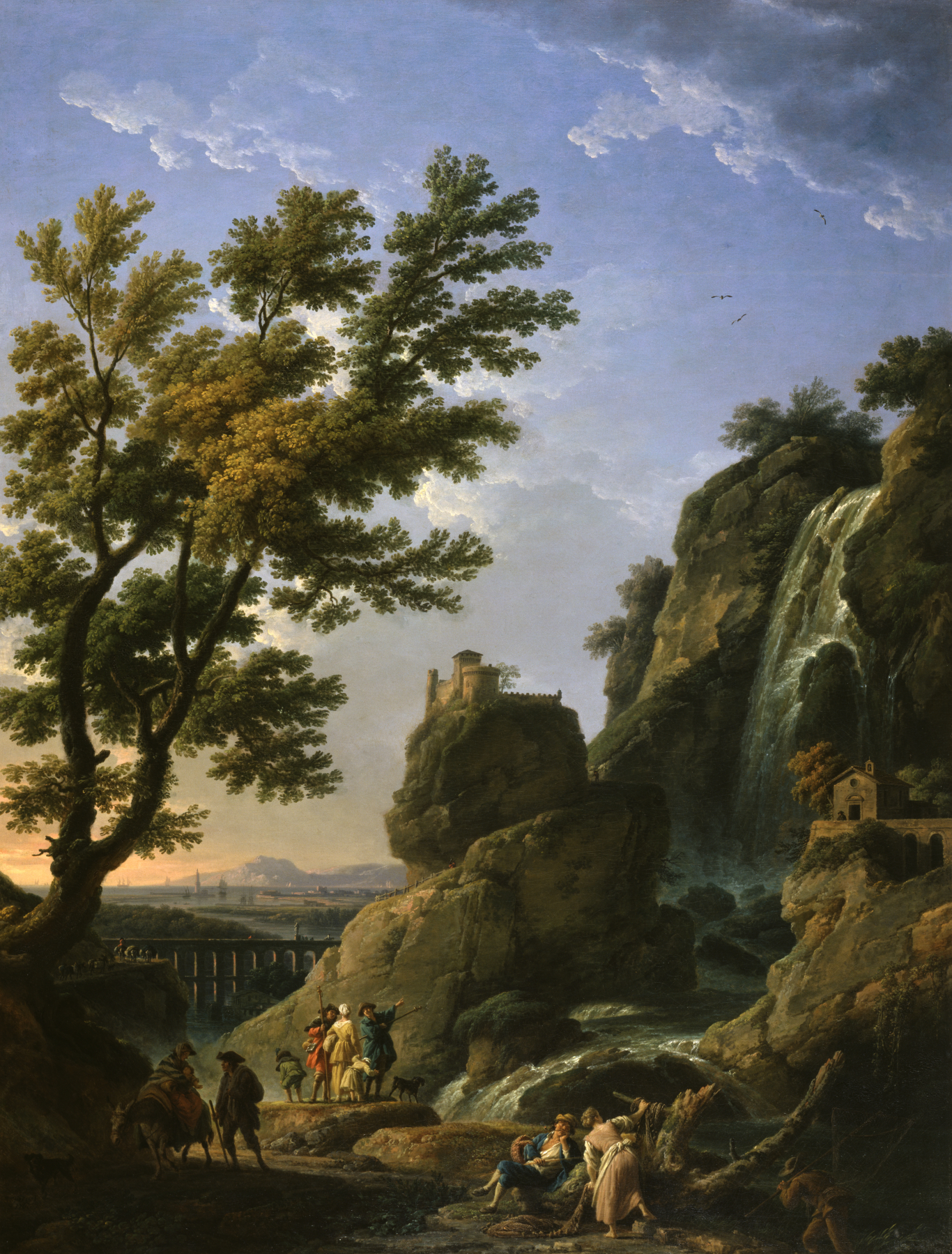
Tájkép vizeséssel (1768). Walters Art Museum

Már tizennégy éves korában segítette apját, Antoine Vernet-t (1689–1753), a sikeres dekorációs festőt munkájában. Ez a tevékenység azonban nem sokáig elégítette őt ki, ezért komolyabb tanulmányokba kezdett. Első mestere Adrien Manglard volt. Később apja révén Louis René de Vialy tanítványa lett Aix-en-Provence-ban. Itt figyelt fel rá Joseph de Seytres, Caudon márkija, aki nagyvonalú ösztöndíjjal segítette tanulmányait.
Az ösztöndíj segítségével 1734-ben Rómába utazott. Már útközben, Marseille-től Civitavecchia kikötőjéig tartó hajóútja során nagy hatást tett rá a tenger. Rómában ezért egy tengeri témákkal foglalkozó festő, Bernardino Fergioni és Adrien Manglard választotta tanulmányai folytatására.
Fokozatosan felhívta magára a figyelmet a római művészeti körökben. Munkái a kor konvencióinak szintjét nem lépték túl, de azon belül igen meggyőző pontossággal adták vissza választott témájukat. Alaposan tanulmányozta a víz és a levegő ábrázolásának lehetőségeit, a fényhatásokat, és összességében igen sikeres képeket festett.

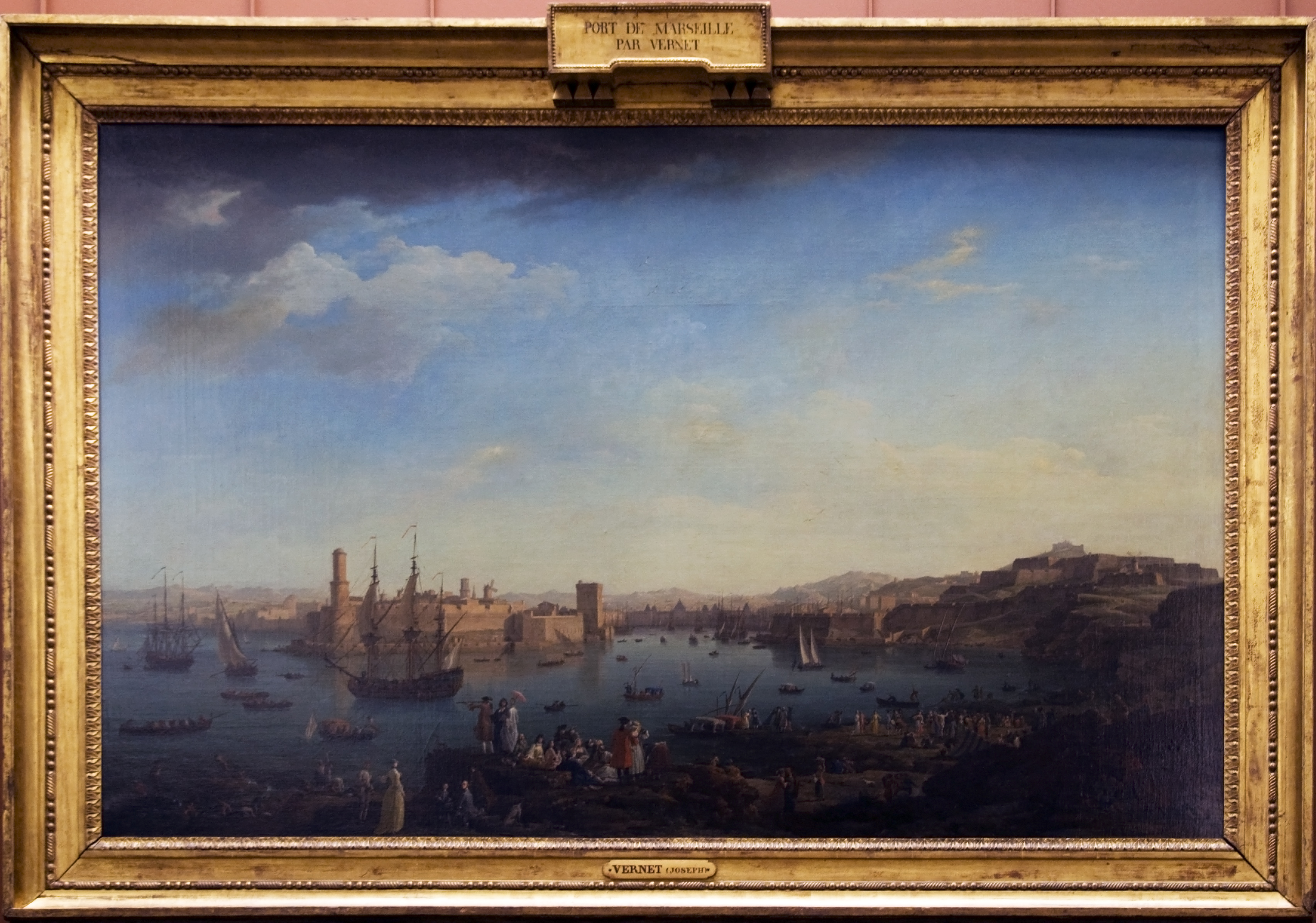
Marseille kikötője

Kiemelkedőt alkotott az emberalakok és a tájkép egyesítésében.
Húsz évig élt Rómában és alkotta ott képeit kikötőkről, viharokról, holdfényes tengeri tájakról. 1753-ban visszahívták Párizsba, ahol királyi megbízást kapott a francia kikötők ábrázolására. Az udvar akkoriban nagy jelentőséget tulajdonított a francia tengeri kereskedelem fejlesztésének, a brit és holland hajózással folytatott versenynek; a megbízás ennek a törekvésnek egyik mellékága volt. Vernet rengeteget utazott az ország kikötői között, és végül a megrendelt 24 képből 1762-ig 14-et készített el. Ezek ma a Louvre-ban illetve a francia Nemzeti Tengerészeti Múzeumban láthatóak.
Hazatérése után lett tagja a francia akadémiának, hiszen már Rómából kezdődően, 1746 óta részt vett annak kiállításain. Királyi festőként a Louvre-ban élt, ott is hunyt el, 1789. december 3-án.

## Munkáinak utóélete
Sikeres képeit sok rézmetsző is feldolgozta, így Jacques-Philippe Le Bas, Charles-Nicolas Cochin, Pierre-François Basan, Pierre Jacques Duret, Charles-Joseph Flipart és Jean-Jacques Le Veau Franciaországban, valamint François Vivares Angliában.
- 1999-ben két, egy párt alkotó képét (Le Soir és Au clair de lune) 1,98 millió eurónak megfelelő áron adták el.
- 2003-ban egy másik kép-párja (Un Calme és une Tempête) a Sotheby's aukcióján Londonban 2.357.600 £-os árat ért el.
- 2007-ben, az Un port méditerranéen c. képe ugyancsak a Sotheby's-nél 1.028.000 £-ért kelt el.

## Galéria

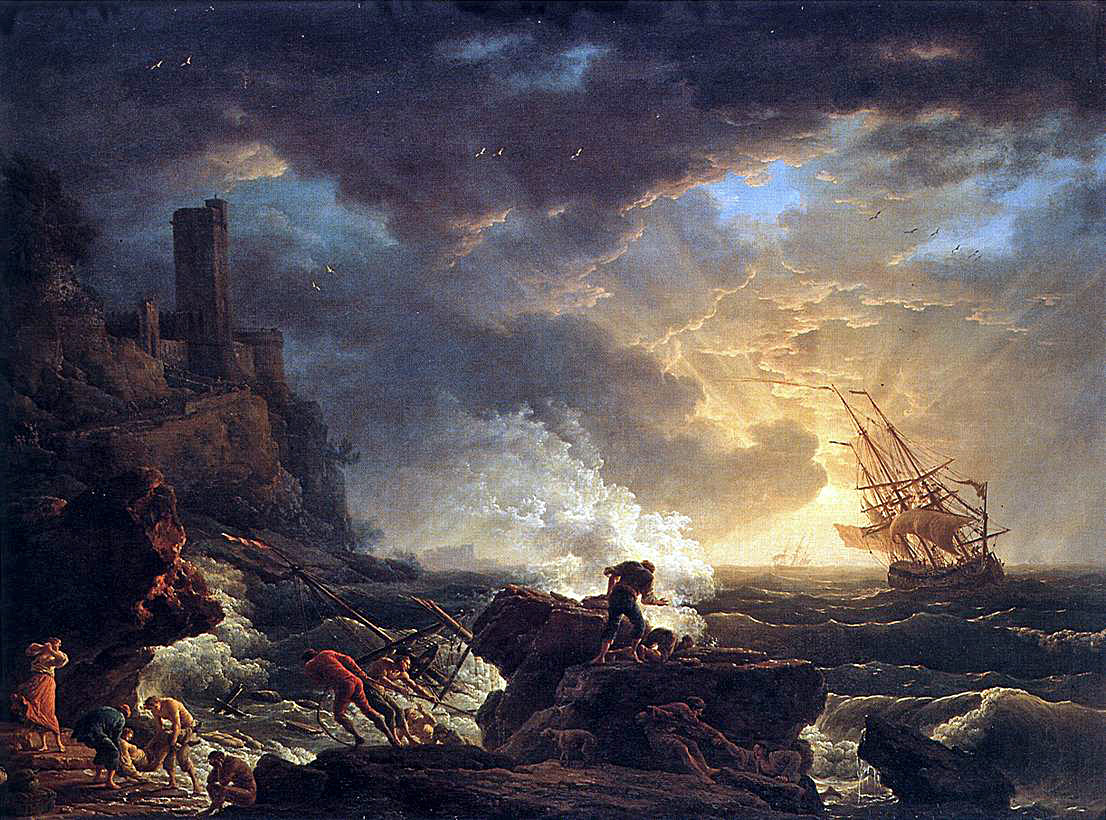
Hajótörés, (1759), Groeninge Museum, Bruges
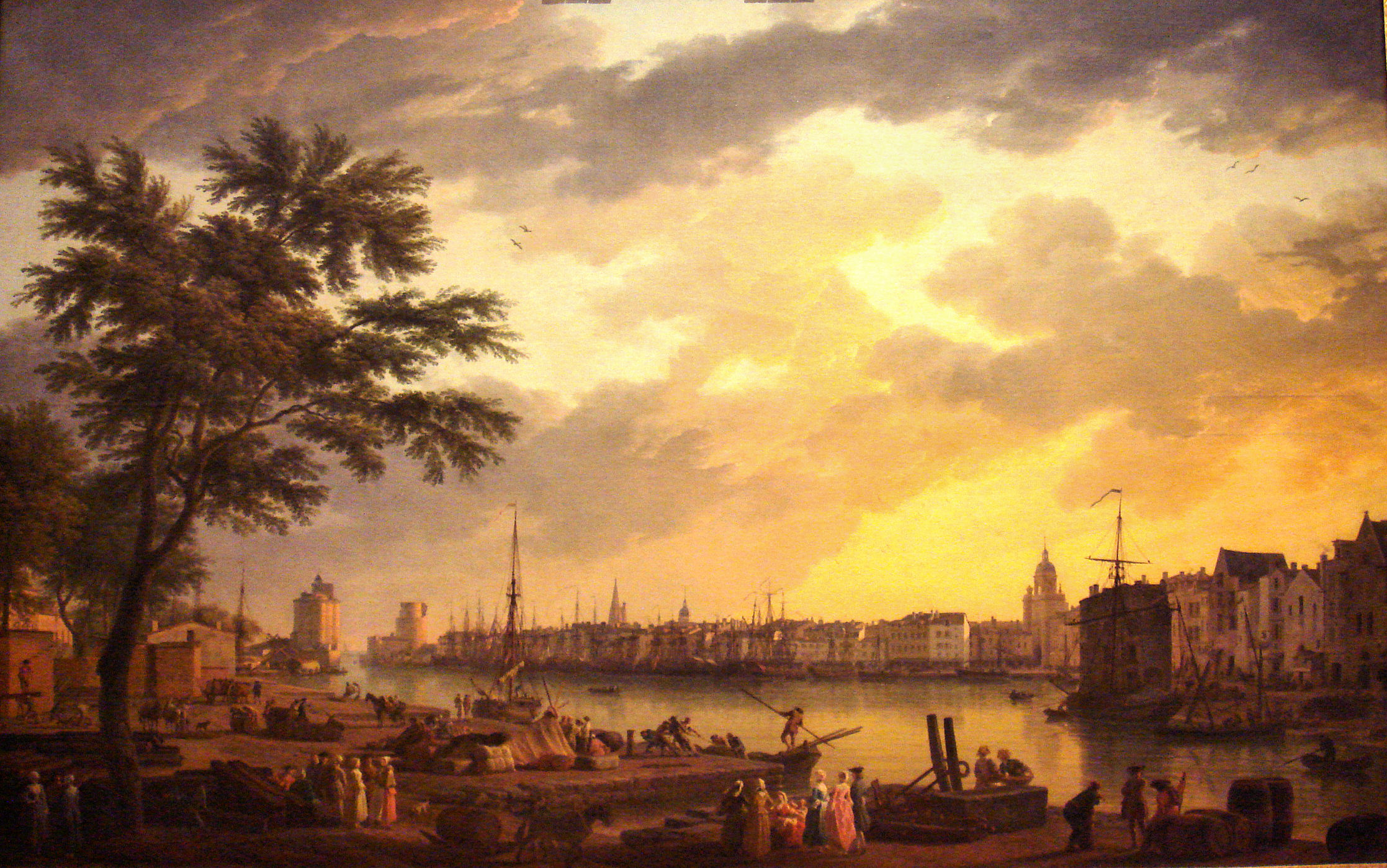
La Rochelle kikötője 1762, Musée de la Marine, Párizs
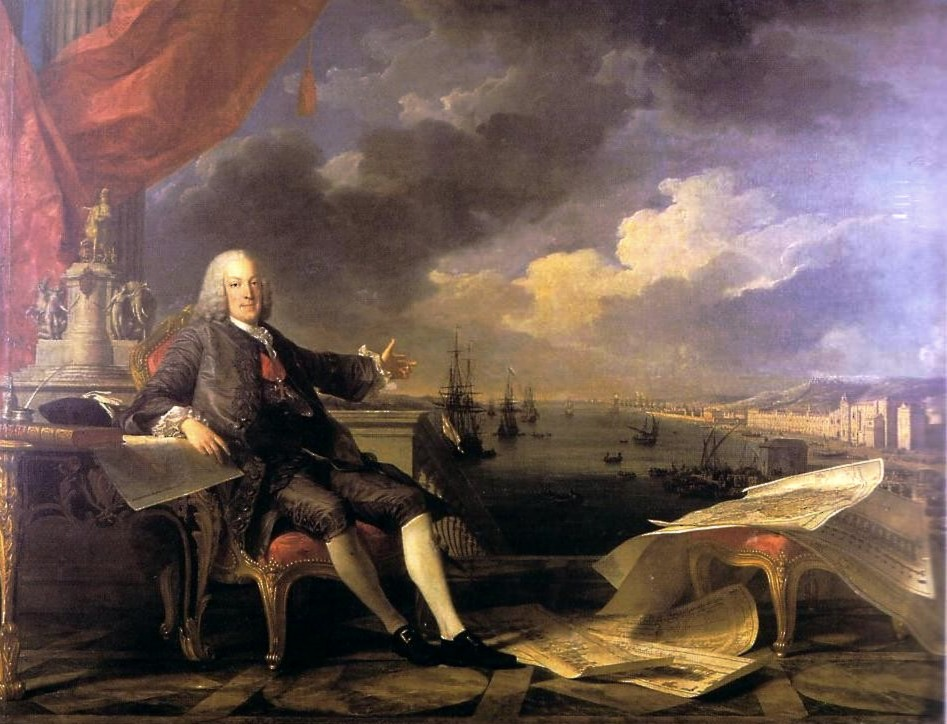
Sebastião José de Carvalho e Melo, Pombal márki, Lisszabon újjáépitője, Claude Joseph Vernet és Louis-Michel van Loo; (1766-1767), Museu da Cidade de Lisboa
Hajótöröttek, (1772), National Gallery of Art , Washington D.C.
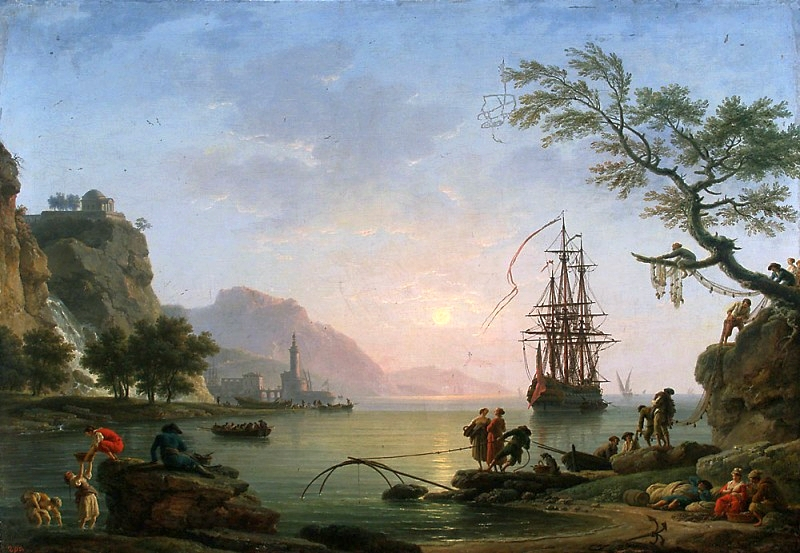
Reggel (1774), National Museum, Varsó
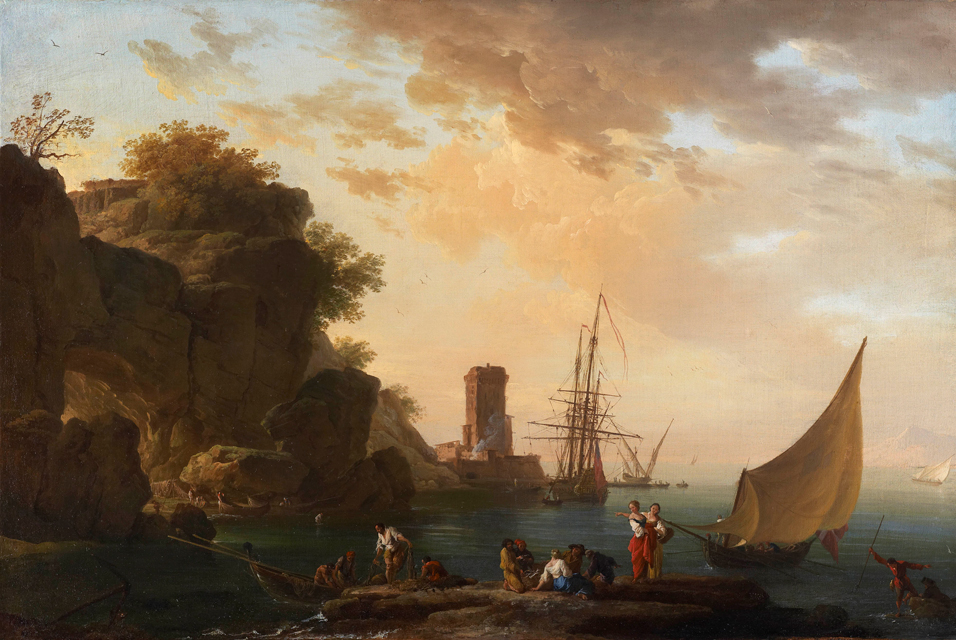
Kastély Nápoly mellett
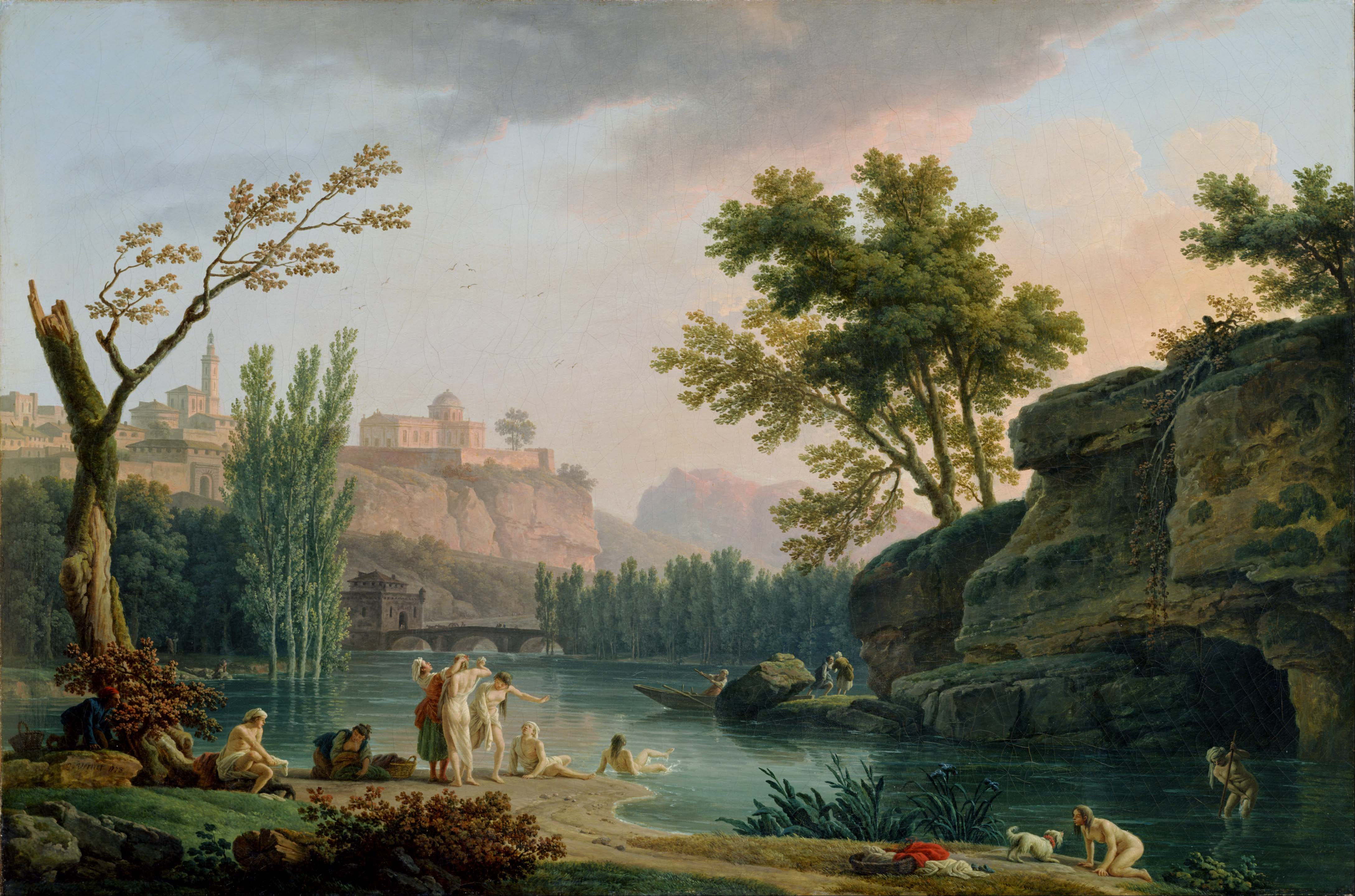
Nyári este
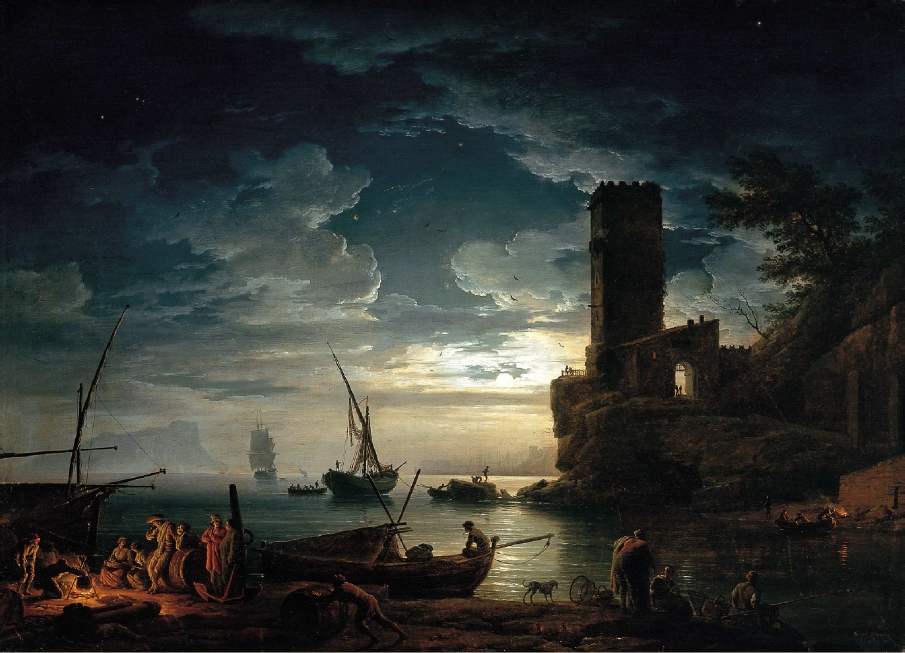
Mediterrán éj
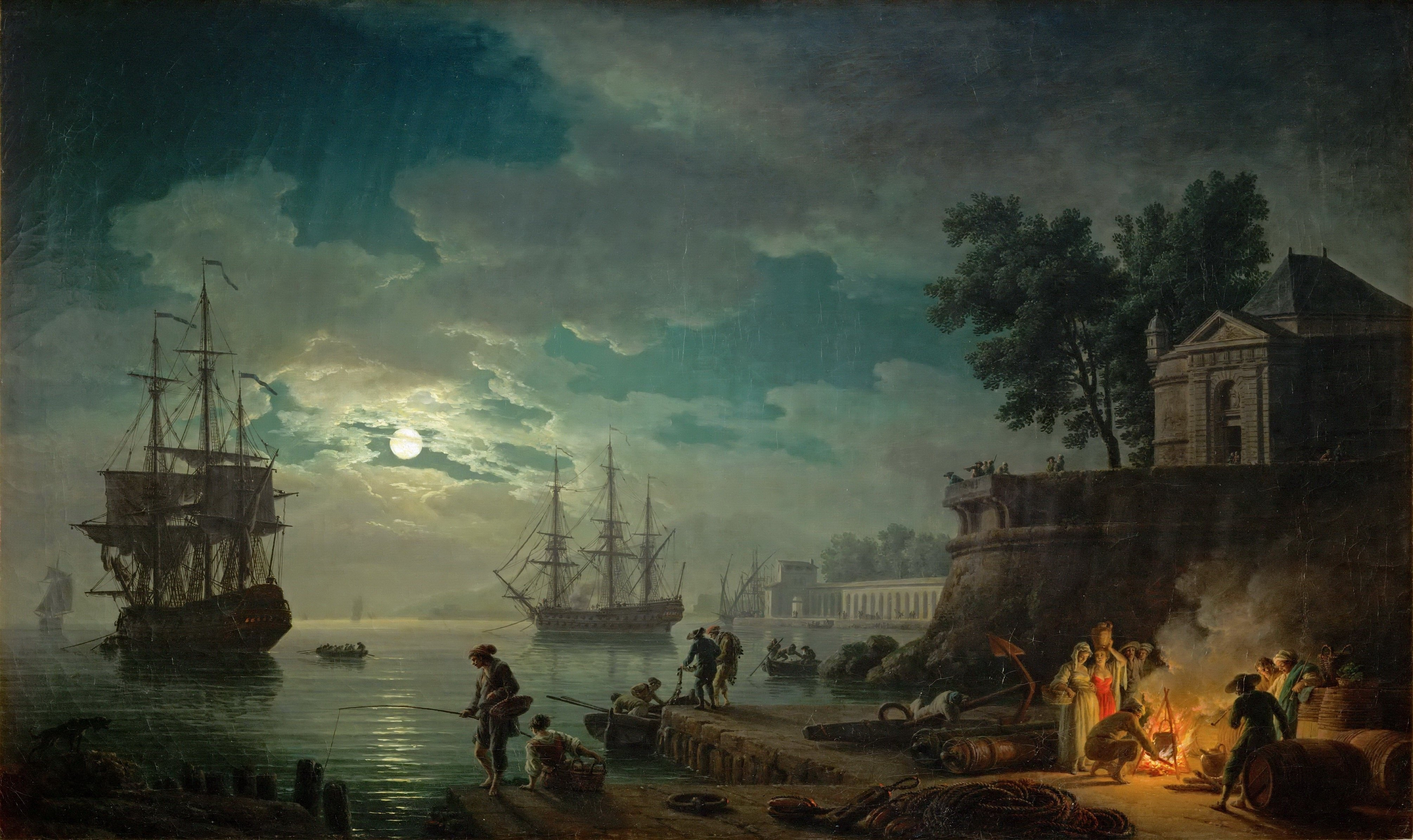
Éjszakai kikötő